# Theodor Schulenburg
Friedrich Conrad Theodor Schulenburg, auch Friedrich Konrad Theodor Schulenburg (* 4. September 1831 in Meteln bei Schwerin (Alt Meteln); † 28. Dezember 1911 in Rostock) war ein deutscher Theologe, Gymnasiallehrer und plattdeutscher Schriftsteller.

## Leben
Theodor Schulenburg war ein Sohn des Küsters, Lehrers und Organisten Friedrich Franz Schulenburg und dessen Frau Margarethe, geb. Ehrenstein. Er besuchte das Fridericianum Schwerin bis zum Abitur 1852 und studierte Evangelische Theologie an den Universitäten Rostock, Erlangen und ab Oktober 1854 wieder Rostock. Während seines Studiums in Erlangen wurde er Kneipgast bzw. 1855 Mitglied der Burschenschaft der Bubenreuther.
Nach seinem Ersten Examen (Tentamen) zu Michaelis 1856 war er von Ostern 1856 bis Ostern 1858 Hauslehrer. Von Ostern 1858 bis Johannis 1861 unterrichtete er an der Sarauwschen Töchterschule in Schwerin. Wegen seines öffentlichen Eintretens (zusammen mit Carl Sellin) für eine Revision der Entscheidung gegen seinen Rostocker Lehrer Michael Baumgarten verlor er diese Stelle als auch seine Predigtzulassung (licentia concionandi) und damit jede Aussicht auf eine Pfarrstelle. Von Johannis 1861 bis Ostern 1862 war er wieder als Hauslehrer tätig und von Ostern 1862 bis Ostern 1865 Privatlehrer in Rostock. Zu Ostern 1865 wurde er als Lehrer für Latein, Geschichte und Deutsch an die Große Stadtschule Rostock berufen. Hier erhielt er zum 25-jährigen Amtsjubiläum den Titel Kondirektor. Nach dem Tod von Karl Ernst Hermann Krause leitete er von Ostern 1892 bis Ostern 1893 die Schule als Interims-Direktor. Von Ostern 1893 bis zu seiner Pensionierung 1910 war er Direktor der höheren Bürgerschule, ab 1901 Realschule zu Rostock.
1873 war Schulenburg Gründungsmitglied des mecklenburgischen Protestantenvereins, einer Vereinigung liberaler evangelischer Christen. Bis 1910 gehörte er dem Verein für mecklenburgische Geschichte und Altertumskunde an.
Theodor Schulenburg war seit Oktober 1868 verheiratet mit Catharina (Ina), geb. Lobedanz (1846–1921), Tochter des Schweriner Kunstgärtners Carl Adolph Wilhelm Lobedanz (1812–1893, siehe Lobedanzgang) und Tante von Reinhold Lobedanz. Der Sohn Otto Schulenburg (* 1869) wurde ebenfalls Lehrer, verstarb aber schon 1908. Das 1908 erworbene Familiengrab befand sich auf dem Alten Friedhof Rostock, dem heutigen Lindenpark.
Auf Wunsch der Witwe gab Conrad Wilbrandt 1912 vier plattdeutsche Erzählungen aus Theodor Schulenburgs Nachlass heraus. Die Erzählungen spielen alle in Schulenburgs Heimatdorf Meteln bei Bad Kleinen, sind „innig und liebevoll behandelt“ und vermitteln ein aus eigenem Erleben gespeistes gutes Bild des Dorflebens im 19. Jahrhundert.

## Werke
- (mit Michael Baumgarten, Carl Sellin und G. Lenz): Panier der Rettung, oder protestantische Thesen von einigen mecklenburgischen Theologen. Berlin 1862
- Nachruf für den Direktor Dr. Karl Ernst Krause, gestorben am 28. Mai 1892. Schulprogramm Große Stadtschule Rostock 1893, S. 11–13
- Gründung und Entwicklung der Realschule zu Rostock. Schulprogramm Höhere Bürgerschule Rostock 1902
- Weitere Entwicklung der Realschule zu Rostock seit Ostern 1902. Schulprogramm Höhere Bürgerschule Rostock 1907
- (posthum, hrsg. von Conrad Wilbrandt): Ut min Dörp. Vier plattdeutsche Erzählungen. (= Plattdeutsche Bücherei 3) Rostock: Kaufungen 1913